# 1990 în științifico-fantastic
- 1989 în științifico-fantastic — 1990 în științifico-fantastic — 1991 în științifico-fantastic

1990 în științifico-fantastic a implicat o serie de evenimente:

## Nașteri și decese

### Nașteri
- Lara Elena Donnelly

### Decese
- Irma Chilton (n. 1930)
- Erich Dolezal (n. 1902)
- Peter Dubina (n. 1940)
- Lawrence Durrell (n. 1912)
- Rainer Fuhrmann (n. 1940)
- Sewer Gansowski (n. 1918)
- Günther Krupkat (n. 1905)
- Christian Meyer-Oldenburg (n. 1936)
- Edmund H. North (n. 1911)
- Wilmar H. Shiras (n. 1908)
- Irving Wallace (n. 1916)
- Susanne U. Wiemer (n. 1945)
- Donald A. Wollheim (n. 1914)

## Cărți

### Romane
- Sferele infinitului de Leonida Neamțu

### Colecții de povestiri
- Deodată, inevitabilul ... de Leonida Neamțu

## Filme
| Titlu                            | Regizor              | Distribuție                                                           | Țara                                                                               | Sub-Gen /Note |
| -------------------------------- | -------------------- | --------------------------------------------------------------------- | ---------------------------------------------------------------------------------- | ------------- |
| Aftershock (În urma dezastrului) | Frank Harris         | James Lew, Michael Standing, Elizabeth Kaitan                         | Statele Unite ale Americii                                                         | [ 2 ]         |
| Back to the Future Part III      | Robert Zemeckis      | Michael J. Fox, Christopher Lloyd, Mary Steenburgen, Thomas F. Wilson | Statele Unite ale Americii                                                         |               |
| Circuitry Man                    | Steven Lovy          | Dana Wheeler-Nicholson, Jim Metzler                                   | Statele Unite ale Americii                                                         | [ 3 ]         |
| The Dark Side of the Moon        | D. J. Webster        | Robert Sampson, Will Bledsoe, Joe Turkel                              | Statele Unite ale Americii                                                         |               |
| Fatal Sky                        | Frank Shields        | Michael Nouri, Darlanne Fluegel, Maxwell Caulfield                    | Statele Unite ale Americii · Australia · Serbia                                    | [ 4 ] [ 5 ]   |
| Flatliners                       | Joel Schumacher      | Kiefer Sutherland, Julia Roberts, Kevin Bacon                         | Statele Unite ale Americii                                                         |               |
| Gremlins 2: The New Batch        | Joe Dante            | Zach Galligan, Phoebe Cates, John Glover                              | Statele Unite ale Americii                                                         |               |
| The Handmaid's Tale              | Volker Schlöndorff   | Natasha Richardson, Robert Duvall, Faye Dunaway, Aidan Quinn          | Statele Unite ale Americii                                                         |               |
| Hardware                         | Richard Stanley      | Dylan McDermott, Stacey Travis, John Lynch                            | Regatul Unit al Marii Britanii și al Irlandei de Nord · Statele Unite ale Americii |               |
| I Come in Peace                  | Craig R. Baxley      | Dolph Lundgren, Betsy Brantley, Brian Benben                          | Statele Unite ale Americii                                                         |               |
| Martians Go Home                 | David Odell          | Randy Quaid, Anita Morris, Margaret Colin, Vic Dunlop                 | Statele Unite ale Americii                                                         | [ 6 ] [ 7 ]   |
| Metamorphosis: The Alien Factor  | Glenn Takajian       | Tara Leigh, Tony Gigante, Dianna Flaherty, Katherine Romaine          | Statele Unite ale Americii                                                         | [ 8 ] [ 9 ]   |
| Moon 44                          | Roland Emmerich      | Michael Paré, Malcolm McDowell, Lisa Eichhorn                         | Germania · Statele Unite ale Americii                                              |               |
| Omega Cop                        | Paul Kyriazi         | Adam West, Ronald L. Marchini                                         | Statele Unite ale Americii                                                         |               |
| Peacemaker                       | Kevin S. Tenney      | Robert Forster, Lance Edwards, Hilary Shepard                         | Statele Unite ale Americii                                                         | [ 10 ]        |
| Predator 2                       | Stephen Hopkins      | Danny Glover, Gary Busey, Rubén Blades, Bill Paxton                   | Statele Unite ale Americii                                                         |               |
| The Rift                         | Juan Piquer Simón    | Jack Scalia, R. Lee Ermey, Ray Wise                                   | Spania                                                                             | [ 11 ]        |
| Rebel Storm                      | Franky Schaeffer     | Zach Galligan, Wayne Crawford, June Chadwick                          | Statele Unite ale Americii                                                         | [ 12 ]        |
| RoboCop 2                        | Irvin Kershner       | Peter Weller, Nancy Allen, Dan O'Herlihy, Belinda Bauer               | Statele Unite ale Americii                                                         |               |
| Robot Jox                        | Stuart Gordon        | Gary Graham, Anne-Marie Johnson. Paul Koslo                           | Statele Unite ale Americii                                                         |               |
| Shadowzone                       | J. S. Cardone        | Louise Fletcher, David Beecroft, James Hong                           | Statele Unite ale Americii                                                         |               |
| Solar Crisis                     | Richard Sarafian     | Tim Matheson, Charlton Heston, Peter Boyle                            | Japonia                                                                            |               |
| Spaced Invaders                  | Patrick Read Johnson | Douglas Barr, Royal Dano, Ariana Richards                             | Statele Unite ale Americii                                                         |               |
| Steel and Lace                   | Ernest D. Farino     | Clare Wren, Bruce Davison, David Naughton                             | Statele Unite ale Americii                                                         | [ 13 ]        |
| Syngenor                         | George Elanjian Jr.  | Starr Andreeff, Mitchell Laurance, David Gale                         | Statele Unite ale Americii                                                         |               |
| A Taste for Flesh and Blood      | Warren F. Disbrow    | Greg Scott, Kathy Monks, Warren Disbrow Sr.                           | Statele Unite ale Americii                                                         | [ 14 ]        |
| Total Recall                     | Paul Verhoeven       | Arnold Schwarzenegger, Rachel Ticotin, Sharon Stone, Ronny Cox        | Statele Unite ale Americii                                                         | [ 15 ]        |
| Watchers II                      | Thierry Notz         | Marc Singer, Tracy Scoggins, Jonathan Farwell                         | Statele Unite ale Americii · Canada                                                |               |
| A Wind Named Amnesia             | Kazuo Yamazaki       |                                                                       | Japonia                                                                            | Anime         |
|                                  |                      |                                                                       |                                                                                    |               |

## Premii

### Premiul Hugo
Premiile Hugo decernate la Worldcon pentru cele mai bune lucrări apărute în anul precedent:
- Premiul Hugo pentru cel mai bun roman:[17] Hyperion de Dan Simmons
- Premiul Hugo pentru cea mai bună povestire:
- Premiul Hugo pentru cea mai bună prezentare dramatică:
- Premiul Hugo pentru cea mai bună revistă profesionistă:
- Premiul Hugo pentru cel mai bun fanzin:

### Premiul Nebula
Premiile Nebula acordate de Science Fiction and Fantasy Writers of America pentru cele mai bune lucrări apărute în anul precedent:
- Premiul Nebula pentru cel mai bun roman:[18] Tehanu de Ursula K. Le Guin
- Premiul Nebula pentru cea mai bună nuvelă:
- Premiul Nebula pentru cea mai bună povestire:

### Premiul Saturn
Premiile Saturn sunt acordate de Academy of Science Fiction, Fantasy and Horror Films:
- Premiul Saturn pentru cel mai bun film științifico-fantastic: nu s-a acordat